# ГЕС Пакал-Дул
ГЕС Пакал-Дул – гідроелектростанція, що спорудужується на північному заході Індії у штаті Джамму та Кашмір. Використовуватиме ресурс із річки Марусадар, правої притоки Чинабу, який в свою чергу є правою притокою річки Сатледж (найбільший лівий доплив Інду).
В межах проекту річку перекриють кам’яно-накидною греблею із бетонним облицюванням висотою 167 метрів та довжиною 305 метрів, на час спорудження якої воду відведуть за допомогою тунелю довжиною 0,8 км з діаметром 11 метрів. Вона утримуватиме витягнуте на 10,3 км водосховище з площею поверхні 2,3 км2 та об’ємом 125,4 млн м3 (корисний об’єм 108,4 млн м3), в якому буде припустиме коливання рівня в операційному режимі між позначками 1620 та 1700 метрів НРМ (під час повені до 170 метрів НРМ).
Зі сховища під лівобережним гірським масивом прокладуть два дериваційні тунель довжиною по 9,6 км з діаметром 7,2 метра. Вони переходитимуть у напірні тунелі – спершу два довжиною по 0,4 км з діаметром 6 метрів, які розгалужуватимуться на чотири довжиною по 0,7 км з діаметром 3,9 метра. В системі також працюватимуть два вирівнювальні резервуари висотою 200 метрів з діаметром 16 метрів.
Споруджений у підземному виконанні машинний зал матиме розміри 166х20 метрів при висоті 51 метр. Крім того, знадобиться окреме підземне приміщення для трансформаторного обладнання розмірами 124х16 метрів при висоті 13 метрів.
Станцію обладнають чотирма турбінами типу Френсіс потужністю по 250 МВт, які  працюватимуть при напорі у 397 метрів та забезпечуватимуть виробництво 3330 млн кВт-год електроенергії на рік.
Відпрацьована вода відводитиметься вже до Чинабу вище від впадіння Марусадар. Для цього призначатимуться чотири короткі (трохи більше за сотню метрів) відвідні тунелі діаметром 5,5 метра.
Видача продукції відбуватиметься по ЛЕП, розрахованій на роботу під напругою 400 кВ.